# Саммерсвілл (Кентуккі)
Саммерсвілл (англ. Summersville) — переписна місцевість (CDP) в США, в окрузі Грін штату Кентуккі. Населення — 551 особа (2020).

## Географія
Саммерсвілл розташований за координатами 37°19′34″ пн. ш. 85°32′12″ зх. д. / 37.32611° пн. ш. 85.53667° зх. д. (37.326075, -85.536795).  За даними Бюро перепису населення США в 2010 році переписна місцевість мала площу 7,49 км², з яких 7,48 км² — суходіл та 0,01 км² — водойми.

## Демографія
Згідно з переписом 2010 року, у переписній місцевості мешкало 568 осіб у 227 домогосподарствах у складі 161 родини. Густота населення становила 76 осіб/км².  Було 246 помешкань (33/км²).
Расовий склад населення:
| - 95,6 % — білих - 2,5 % — чорних або афроамериканців - 1,1 % — азіатів - 0,2 % — корінних американців |

До двох чи більше рас належало 0,7 %. Частка іспаномовних становила 1,9 % від усіх жителів.
За віковим діапазоном населення розподілялося таким чином: 24,1 % — особи молодші 18 років, 59,2 % — особи у віці 18—64 років, 16,7 % — особи у віці 65 років та старші. Медіана віку мешканця становила 39,6 року. На 100 осіб жіночої статі у переписній місцевості припадало 85,0 чоловіків;  на 100 жінок у віці від 18 років та старших — 81,9 чоловіків також старших 18 років.
За межею бідності перебувало 32,3 % осіб, у тому числі 20,8 % дітей у віці до 18 років та 52,0 % осіб у віці 65 років та старших.
Цивільне працевлаштоване населення становило 181 осіб. Основні галузі зайнятості: виробництво — 40,9 %, роздрібна торгівля — 27,1 %, освіта, охорона здоров'я та соціальна допомога — 22,1 %.